# 마노노섬

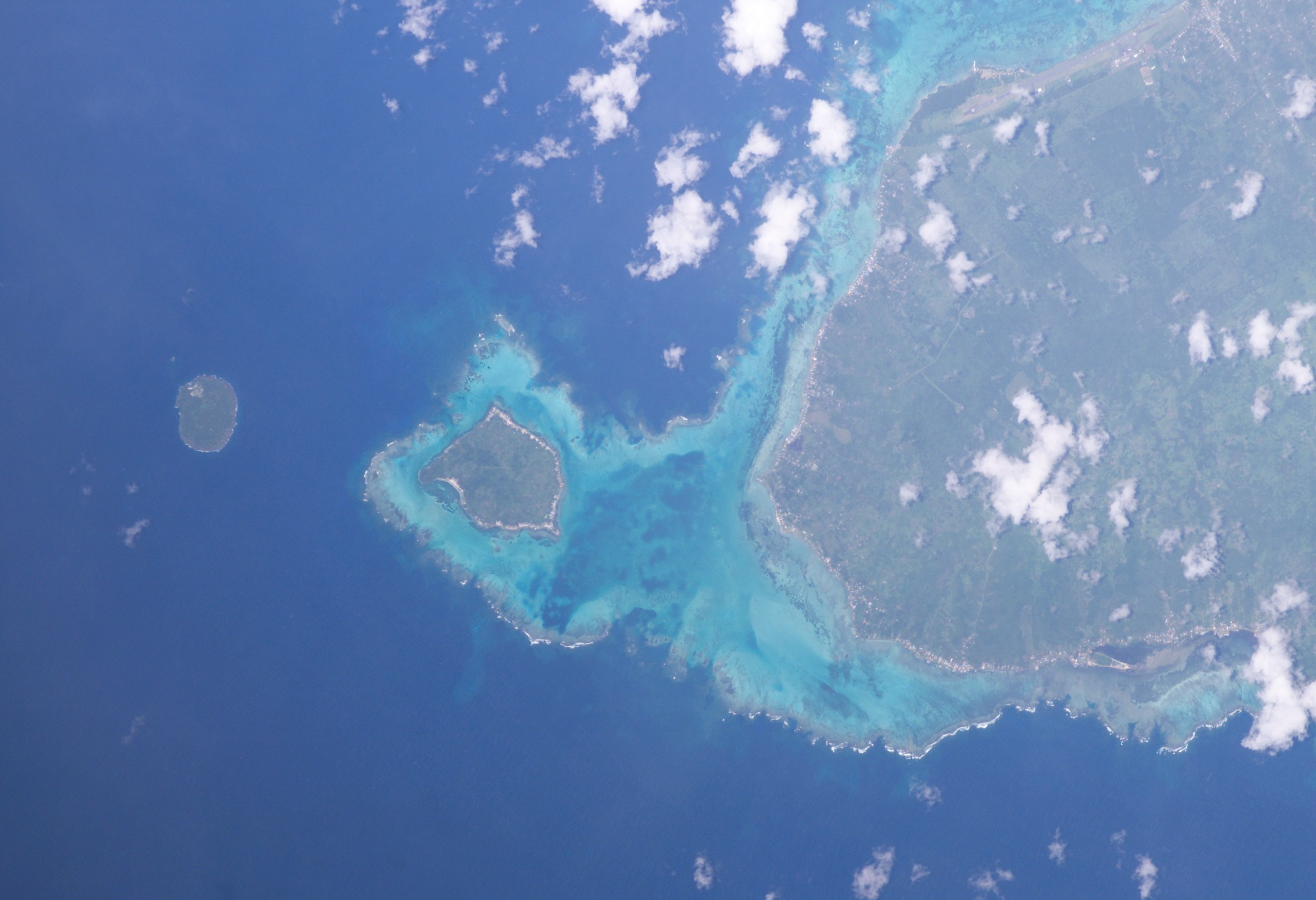
마노노섬

마노노섬(Manono)은 태평양 사모아에 있는 섬으로 면적은 3 km2, 인구는 889명(2006년 기준)이다. 동쪽에 위치한 우폴루섬과 서쪽에 위치한 사바이섬 사이에 위치하며 아폴리마 해협과 접한다. 이웃한 섬으로는 아폴리마섬이 있다. 행정 구역상으로는 아이가이레타이구에 속한다.